# UFC 206
UFC 206: Holloway vs. Pettis fue un evento de artes marciales mixtas organizado por Ultimate Fighting Championship. Se llevó a cabo el 10 de diciembre de 2016 en el Air Canada Centre, en Toronto, Ontario.

## Historia
Anthony Pettis y Max Holloway se enfrentaron en el combate estelar, que inicialmente iba a ser el campeonato interino de peso pluma. No obstante, Pettis no dio con el peso límite de 145 libras. Como consecuencia, solo Holloway, con una victoria, podría obtener el cinturón.
Un combate de peso wélter entre Donald Cerrone y Matt Brown ocurrió en el combate coestelar.

## Premios extra
Los siguientes peleadores obtuvieron premios extra de $50 000:
- Pelea de la Noche: Cub Swanson vs. Doo Ho Choi
- Actuación de la Noche: Max Holloway y Lando Vannata